# Gustaf Brandelius

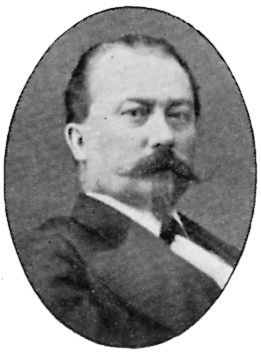
Gustaf Brandelius, Foto aus einem zeitgenössischen Lexikon

Bengt Johan Gustaf Brandelius (* 22. Oktober 1833 in Fredsberg, Västergötland, Schweden; † 24. November 1884 in Skövde, Västergötland) war ein schwedischer Landschafts- und Genremaler der Düsseldorfer Schule.

## Leben
Brandelius, Sohn des Geistlichen Jan Christian Brandelius und dessen Ehefrau, der Malerin Maria Renberg (1810–1887), war vom 18. April 1854 bis zum 9. Mai 1884 Angehöriger der schwedischen Infanterie. Im Verlauf seiner Militärkarriere stieg er am 27. September 1878 als Chef einer Kompanie in den Rang eines Hauptmanns (kapten) auf. 

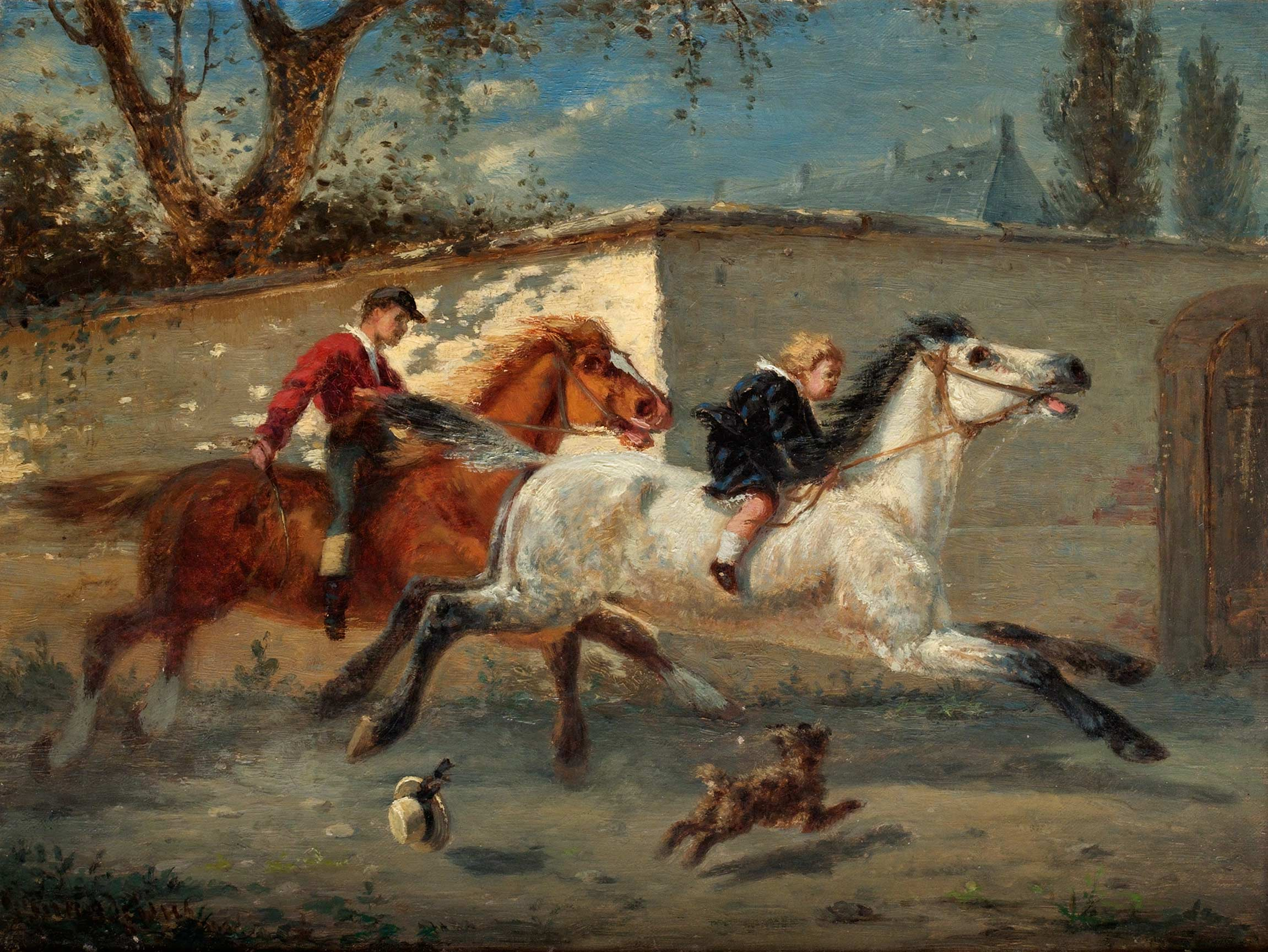
Kappritten

Er erhielt eine akademische Kunstausbildung an der Kunstakademie Stockholm. Von 1857 bis 1859 lebte er in Düsseldorf, wo er bei dem schwedischen Genremaler Carl d’Unker Privatunterricht nahm. Anschließend setzte er seine Studien in Paris fort. 1868 wurde er Mitglied der Schwedischen Akademie. 1874 wurde ihm der Titel Königlicher Hofmaler verliehen.